# Menthus gracilis
Espèce
Synonymes
- Atemnus gracilis Banks, 1909
- Minniza lindahli Chamberlin, 1923

Menthus gracilis est une espèce de pseudoscorpions de la famille des Menthidae.

## Distribution
Cette espèce est endémique du Sonora au Mexique.

## Description
L'holotype mesure 2 mm.

## Systématique et taxinomie
Cette espèce a été décrite sous le protonyme Atemnus gracilis par Banks en 1909. Elle est placée dans le genre Lustrochernes par Beier en 1932 puis dans le genre Menthus par Muchmore en 1981 qui en même temps place Minniza lindahli en synonymie.

## Publication originale
- Banks, 1909 : New tropical pseudoscorpions. Journal of the New York Entomological Society, vol. 17, p. 145-148 (texte intégral).